# Prien-Haus

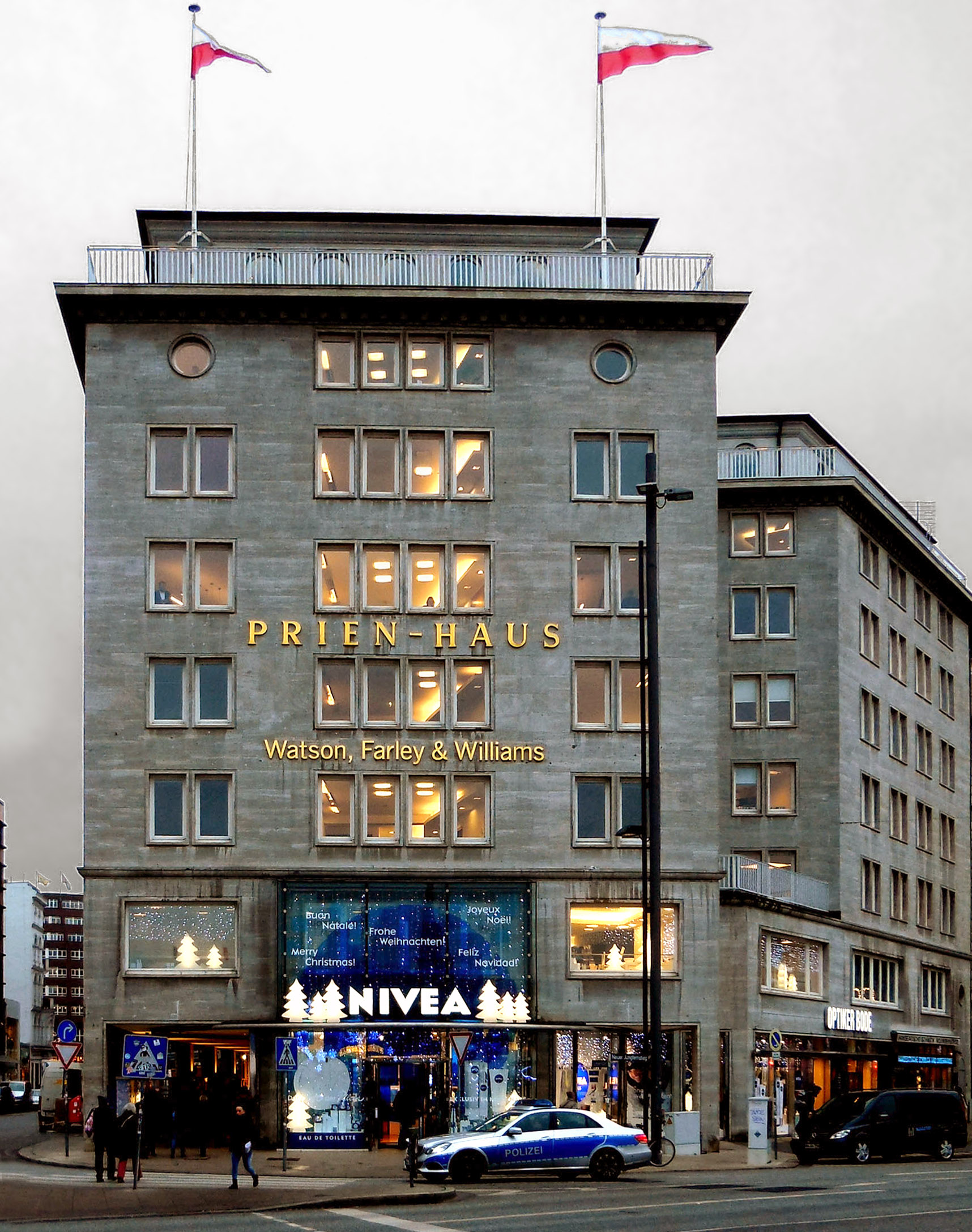
Prien-Haus im Dezember 2016

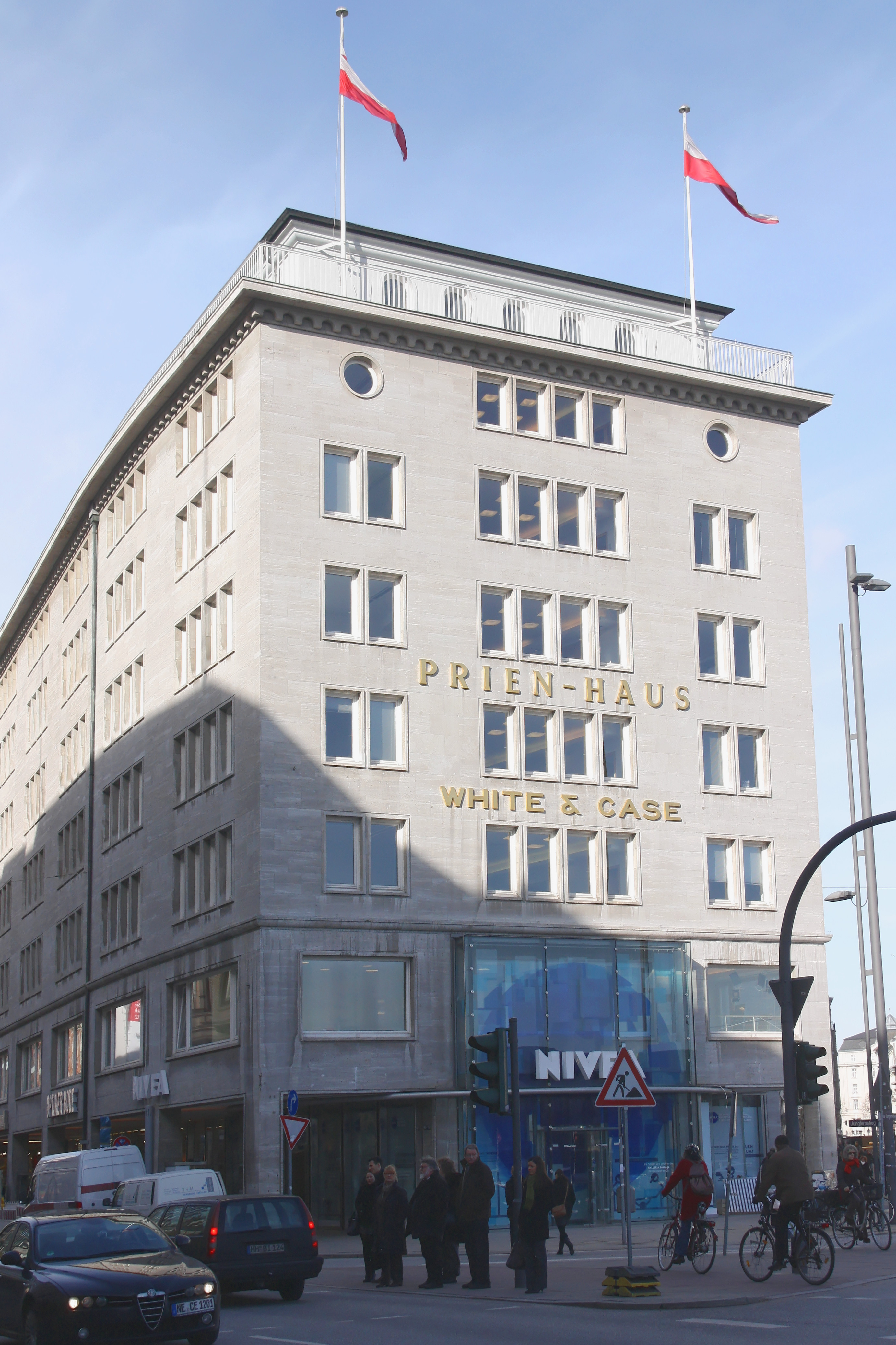
Prien-Haus im Jahr 2012

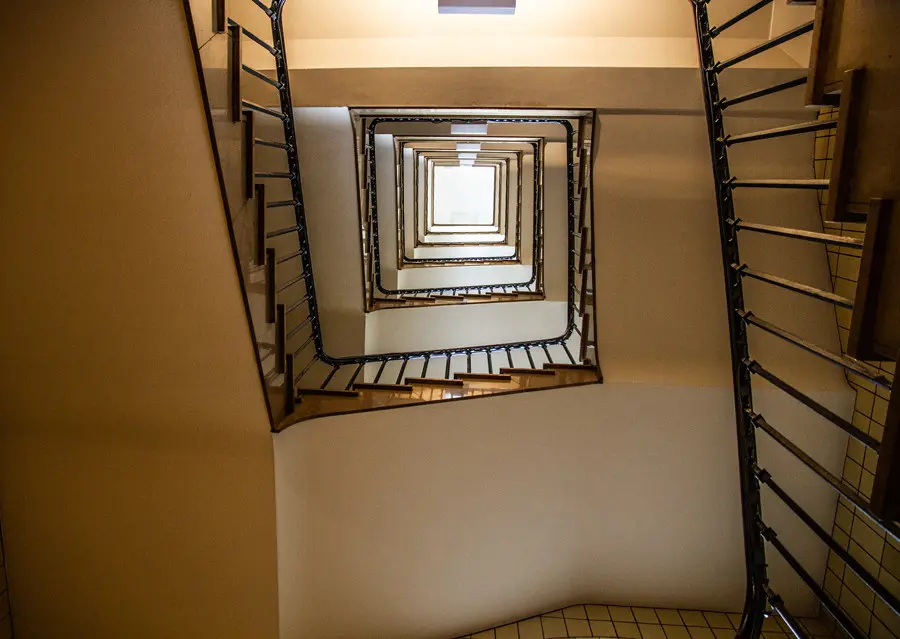
Treppenhaus des Prienhauses im Jahr 2021

Das Prien-Haus ist ein Kontorhaus in der Freien und Hansestadt Hamburg. Es steht am Jungfernstieg, Ecke Colonnaden in der Nähe der Binnenalster und trägt die Anschrift Jungfernstieg 51.

## Bau und Baugeschichte
Das zunächst als Alstereck bezeichnete Kontorhaus wurde vom Unternehmen Aug. Prien & Co. Baugeschäft GmbH in den Jahren 1935 bis 1936 errichtet. Die Pläne stammten von den Architekten Erich Elingius und Gottfried Schramm sowie Hermann Höger. Bauherr war der Unternehmer Ludwig Prien, der im Erdgeschoss ein Textilgeschäft betrieb.

## Baubeschreibung
Das Prien-Haus hat einschließlich Erdgeschoss und Staffelgeschoss acht Geschosse und ist ca. 30 Meter hoch. Obwohl es in Skelettbauweise errichtet wurde, wirkt es äußerlich eher wie ein Massivbau. Die Werksteinfassade aus gesandeltem Kirchheimer Muschelkalk entspricht der Binnenalster-Verordnung, die keine Backsteinfassaden an diesem Standort erlaubt. Der Grundriss passt sich dem Verlauf der umgebenden Straßen an. Die längste Straßenfront liegt am Jungfernstieg, die Hauptfassade zeigt zur Binnenalster, ein kleinerer winkliger Gebäudeteil liegt an der Straße Colonnaden.

### Hauptfassade
Repräsentativ zeigt sich die zur Binnenalster gerichtete, streng symmetrische Hauptfassade. Sie weist eine vertikale Dreigliederung auf.
Die beiden unteren Geschosse sind nach oben optisch durch ein Gesims von den Obergeschossen abgetrennt. Dort finden sich große Schaufenster bzw. Eingangsbereiche, wobei die Mitte durch besonders breite Elemente betont wird. Ursprünglich gab es im Erdgeschoss ein großes, mittiges Schaufenster und drei Schaufenster im darüber liegenden Geschoss. Der Name Alstereck war anfangs in Blockbuchstaben zwischen den unteren Fensterreihen über die ganze Fassadenbreite aufgetragen, später wurde er entfernt. Der heutige Eingangsbereich mit den blau getönten vorgesetzten Glaselementen und der Werbeschrift NIVEA entstand bei einer Umgestaltung im Jahr 2006.
Die kleineren Fenster der Büroräume in den Obergeschossen sind in der Mitte zu Vierergruppen zusammengefasst, an der Seite zu Zweiergruppen. Dazwischen liegen breite, flächige Wandbereiche. Das vorletzte Geschoss weicht von diesem Rhythmus ab: Hier sind die Mittelfenster kleiner und statt der äußeren Doppelfenster wurden zwei Rundfenster eingesetzt.
Nach oben folgt ein weit vorspringendes Gesims mit einem Rundbogenfries. Das schlichte Staffelgeschoss ist von einem Gitter wie von einer Reling umgeben. Zusammen mit den Rundfenstern (Bullaugen) und zwei Fahnenmasten erinnert es an Elemente aus dem Schiffbau und knüpft so an die maritime Tradition der Stadt an.

### Nebenfassaden
Die zum Jungfernstieg zeigende Fassade ist schlicht gehalten, die Fenster der Obergeschosse sind in Vierergruppen angeordnet. Das zurückversetzte Untergeschoss macht einem öffentlichen Kolonnadengang Platz.
Der zur Straße Colonnaden zeigende Teil des Baukörpers ist ähnlich ausgeführt, die oberen Fenster sind dort aber in Zweiergruppen angeordnet und ein Kolonnadengang fehlt.

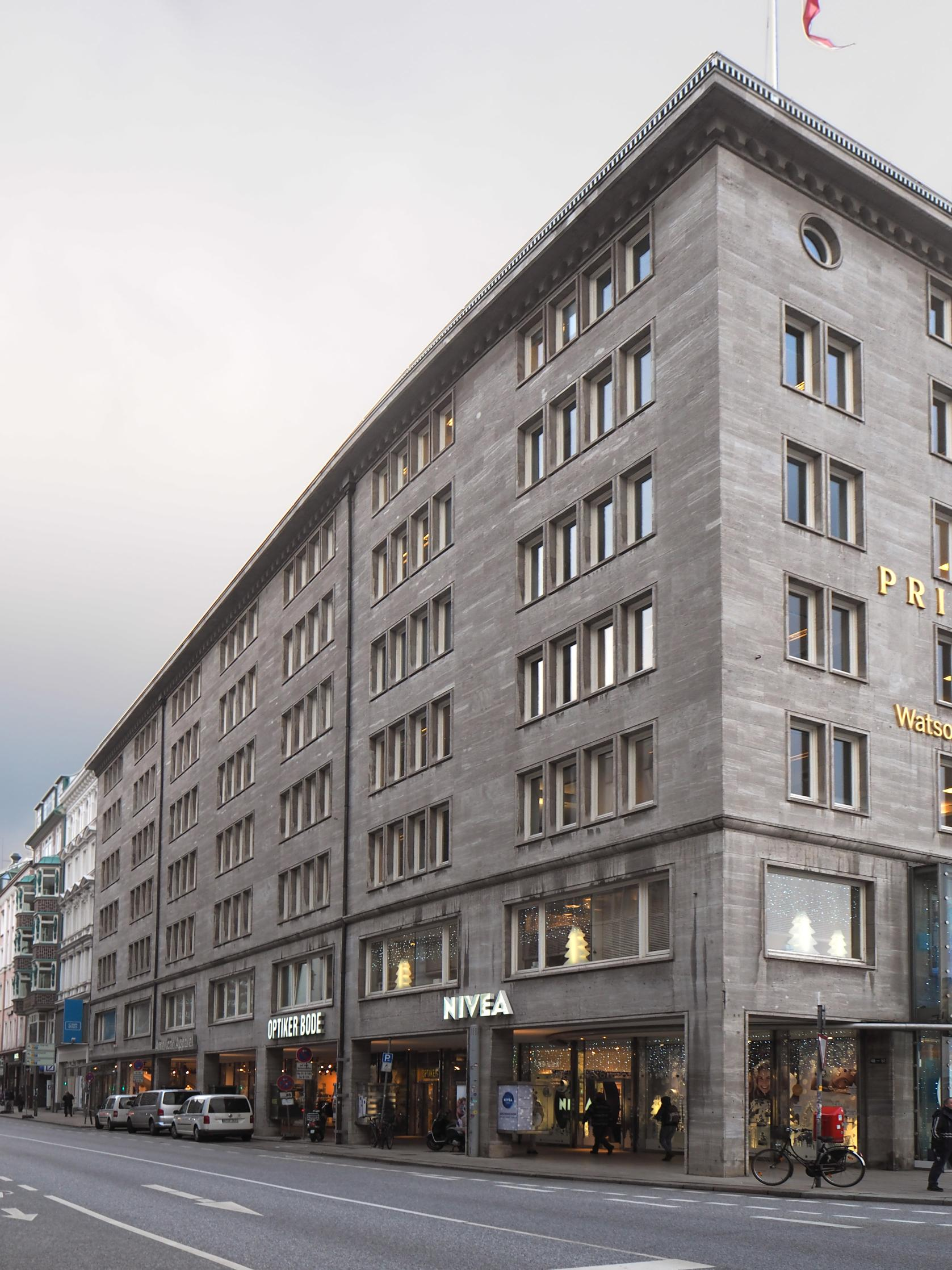
Fassade zum Jungfernstieg.
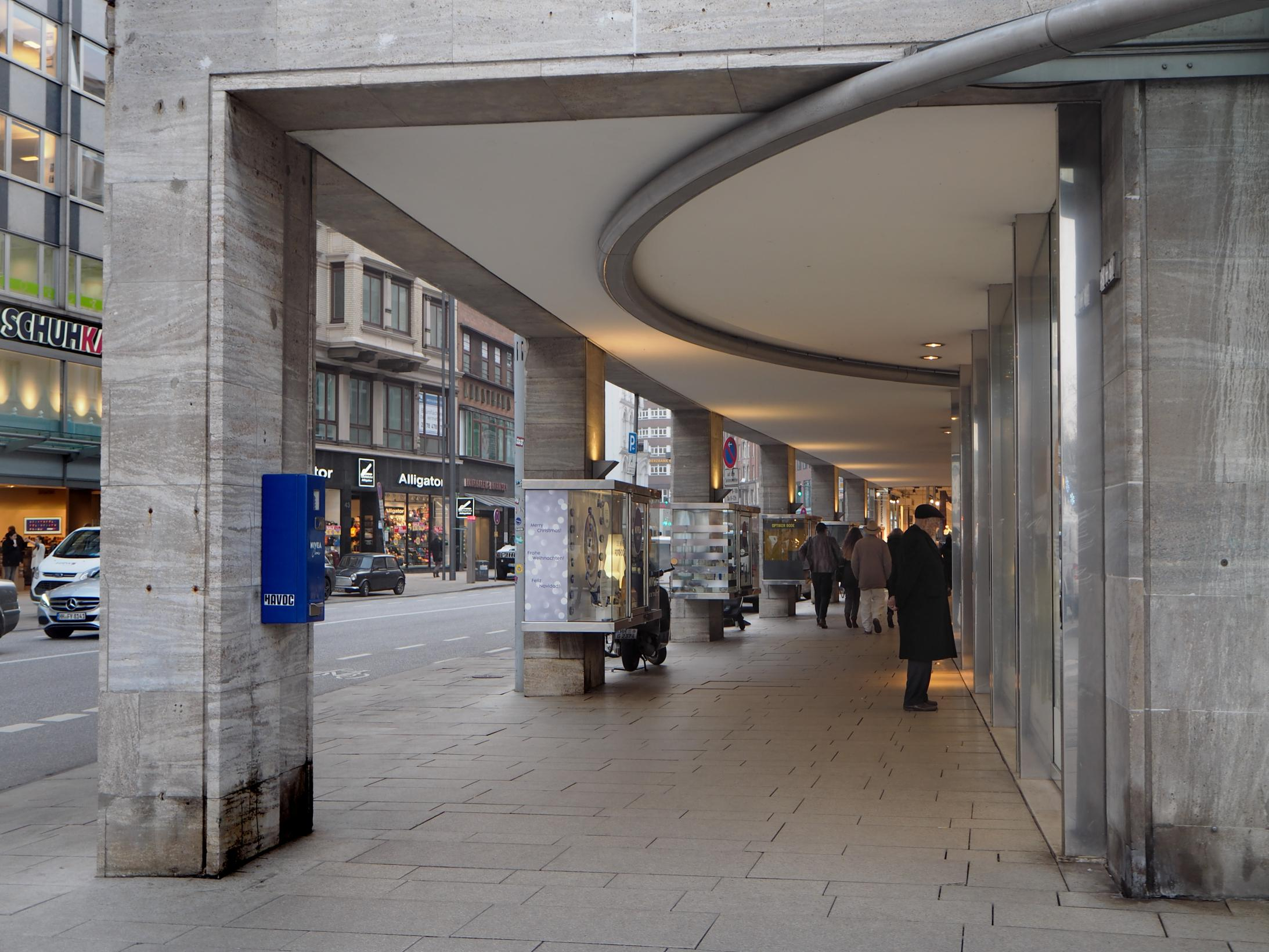
Kolonnadengang am Jungfernstieg.
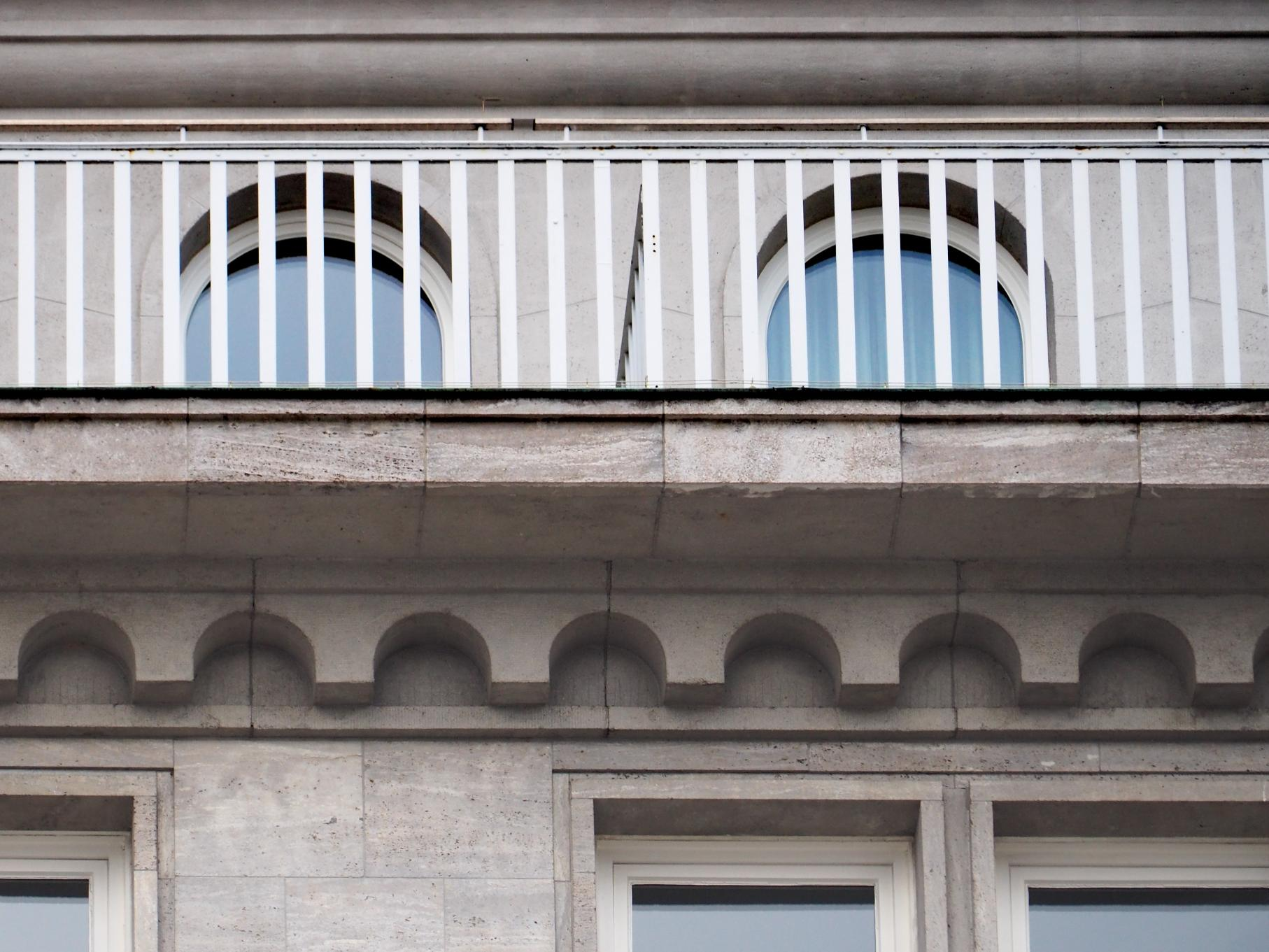
Detailfoto mit Reling, Rundbogenfries und den Faschen der Fenster.
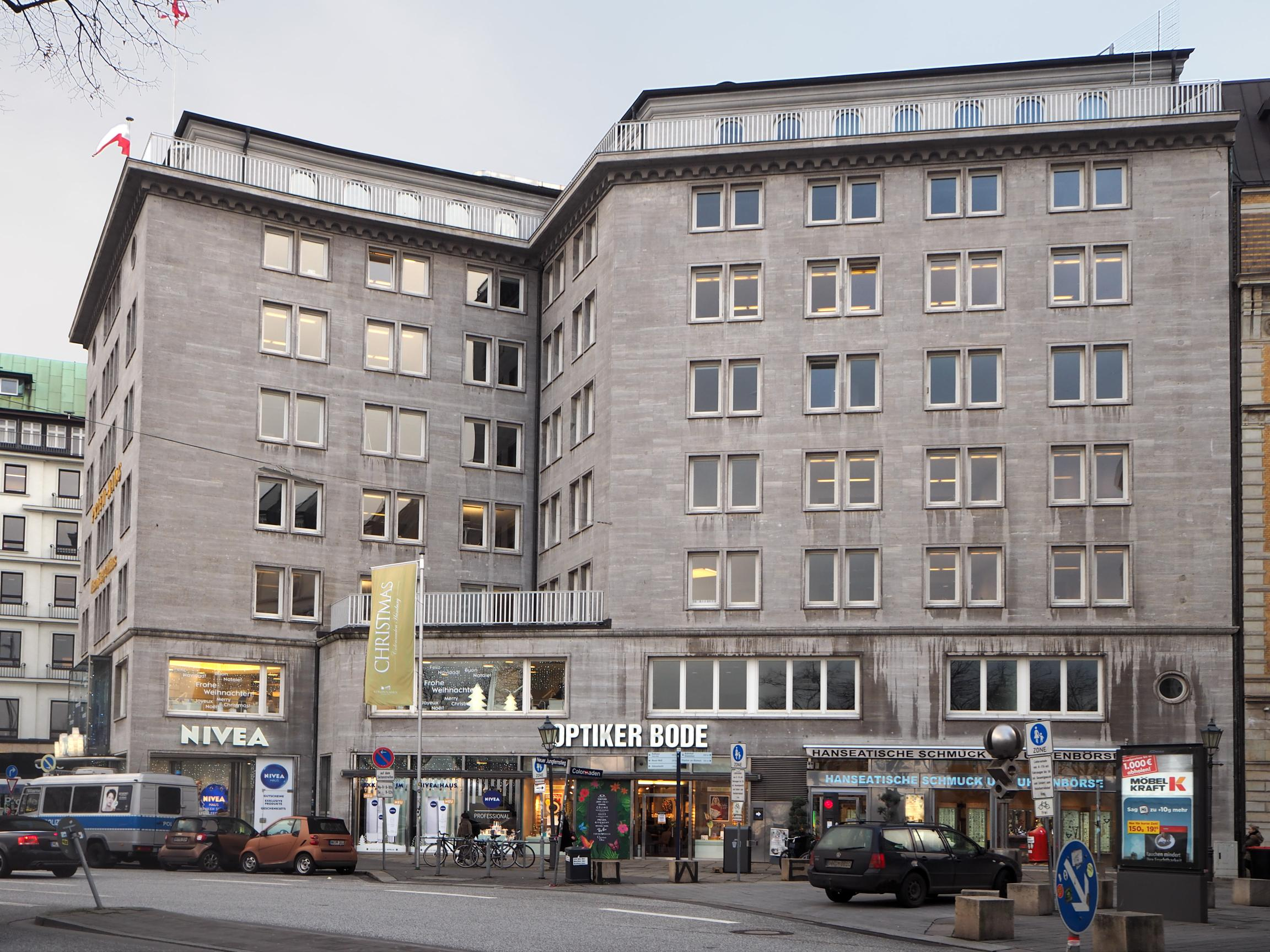
Fassade zu den Colonnaden.

## Baugeschichtliche Einordnung
Obwohl das Prien-Haus in der NS-Zeit errichtet wurde, weist es noch Elemente des Neuen Bauens aus den 1920er Jahren auf, wie z. B. das Flachdach mit dem Staffelgeschoss. In Hamburg bevorzugte die Architektur der NS-Zeit oft hoch aufragende traditionelle Steildächer wie beispielsweise beim Bartholomay-Haus in der Altstadt. Als eine Anpassung an die neue politische Richtung kann man die massige, betont flächige Gestaltung der Prien-Haus-Fassade sehen. Auch einige rückwärtsgewandte Details wie Schattenfugen (Faschen) an den Fensteröffnungen und der Rundbogenfries passen nicht zum Stil der neuen Sachlichkeit.

## Weitere Nutzung
Das Prien-Haus gehört einer Erbengemeinschaft. Mehrere bedeutende Unternehmen nutzen die Räumlichkeiten am Jungfernstieg 51 (Stand 2016):
- 2006 eröffnete die Beiersdorf AG in den unteren Geschossen das weltweit erste NIVEA Haus.[6]
- Optiker Bode betreibt ein Ladengeschäft in dem zum Jungfernstieg zeigenden Trakt mit einem Nebeneingang an den Colonnaden.
- Bis 2013 war die White & Case Insolvenz GbR im Prien-Haus ansässig, deren Firmenname zusammen mit dem darüber angeordneten Schriftzug Prien-Haus in goldenen Lettern auf der Fassade zu sehen war.
- 2013 verlegte die internationale Rechtsanwalts- und Steuer-Kanzlei Watson, Farley & Williams LLP ihren Hamburger Standort in das Prien-Haus und belegte dort 2.805 m² Bürofläche, deren Firmenname steht nunmehr (Stand 2016) in goldenen Lettern auf der Fassade.
- Der Immobilienberater BNP Paribas Real Estate (BNPPRE) ist kürzlich eingezogen und nutzt 900 m² Bürofläche.